# 王天成
王天成（196？—），男，湖南双牌人，中国异议人士、政治学者，原北大法律系讲师。

## 生平
1989年毕业于北京大学法律系（现北京大学法学院），获硕士学位，同年留校任教，兼任北大《中外法学》杂志编辑。因参与创建中国自由民主党，担任该党宣传部长，王天成1992年10月被捕，1994年被北京市中级人民法院判处有期徒刑5年，剥夺政治权利2年，1997年10月刑满释放。
王天成1999年所著文章《论共和国》、《再论共和国》，是中国学者较早系统阐述共和主义的作品，对国内知识界关于共和主义的研究解读有很大影响。王另与人合译有埃德蒙·柏克《自由与传统》、阿克顿勋爵《自由的历史》、路易斯·博洛尔《政治的罪恶》等西方学术名著。
王天成2008年赴美，先后在哥伦比亚大学、西北大学、纽约大学从事民主转型、制度设计研究。期间所完成的著作《大转型：中国民主化战略研究框架》（连载于《中国人权双周刊》，完整版2012年在香港出版），在大量民主转型案例研究的基础之上，系统探讨了中国民主转型路径与制度选择关键问题，被一些评论家认为是90年代初至今20余年中国政治学领域最重要的著作。
2010年3月代表中国自由民主党与王有才发表联合公告，宣布中国自由民主党与中国民主党共同组建中国民主党全国委员会，4月当选中国民主党全国委员会执行长。2013年1月辞职，回归学术研究。2013年6月天安門民主大學開學，王天成任教務長。2017年与胡平等创办中国民主转型研究所。现任中国民主转型研究所所长、《中国民主季刊》总编。

## 观点
王天成在其《大转型》中认为，1989年以后，中国知识界在“告别革命”、反思激进主义的风尚中，整体性转向保守。1990年代在中国传播的自由主义，主流其实是保守主义的。保守主义的定义性特征，是主张渐进改革、演化，不只反对革命，也反对快速、大幅的变革。自由的渴望与保守的心态惊人混合，构成了当代中国知识分子的一个基本特质。
他认为，中国知识分子所推崇的英国政治现代化之路是不可复制、模仿的。当代世界的民主转型大多是快速的。当民主转型在中国发生的时候，也将很可能是快速的。如果按渐进主义的思路，自下至上逐级开放选举、省级自由选举先于全国，中国将步苏联、南斯拉夫后尘陷入分裂，所以，应优先举行全国大选。
法治必须以一定程度的民主为前提。知识界流行的“先法治后民主”是想当然的、错误的。一个国家可以先建立选举民主，未必能同时建立起法治充分保障公民权利。但选举民主可以提供发展法治的必要政治基础。人们在获得了选举政府的自由之后，其他方面的自由才更可能得到法律保障。
中国政治改革的窗口已经关闭。在当代世界的大部分民主转型中，非暴力抗争起了关键作用。非暴力抗争是促使期盼已久的民主转型发生的唯一可靠动力。圆桌谈判可以减少转型过程的不确定性。
王天成认为中国未来应采纳议会制而不是总统制，因为议会制更有助于民主的巩固和持久。

## 事件
2005年11月，王天成发表文章指控武汉大学教授、博士生导师周叶中所著《共和主义之宪政解读》一书（2005年11月人民出版社出版），严重抄袭了其《论共和国》、《再论共和国》。周叶中是中国宪法学研究会副会长，2002年曾到中南海给胡锦涛温家宝等中共领导人讲课。该事件轰动一时，但法院判决周叶中没有抄袭，判决公布后备受非议，成为学界一大公案。